# 義大利即興喜劇

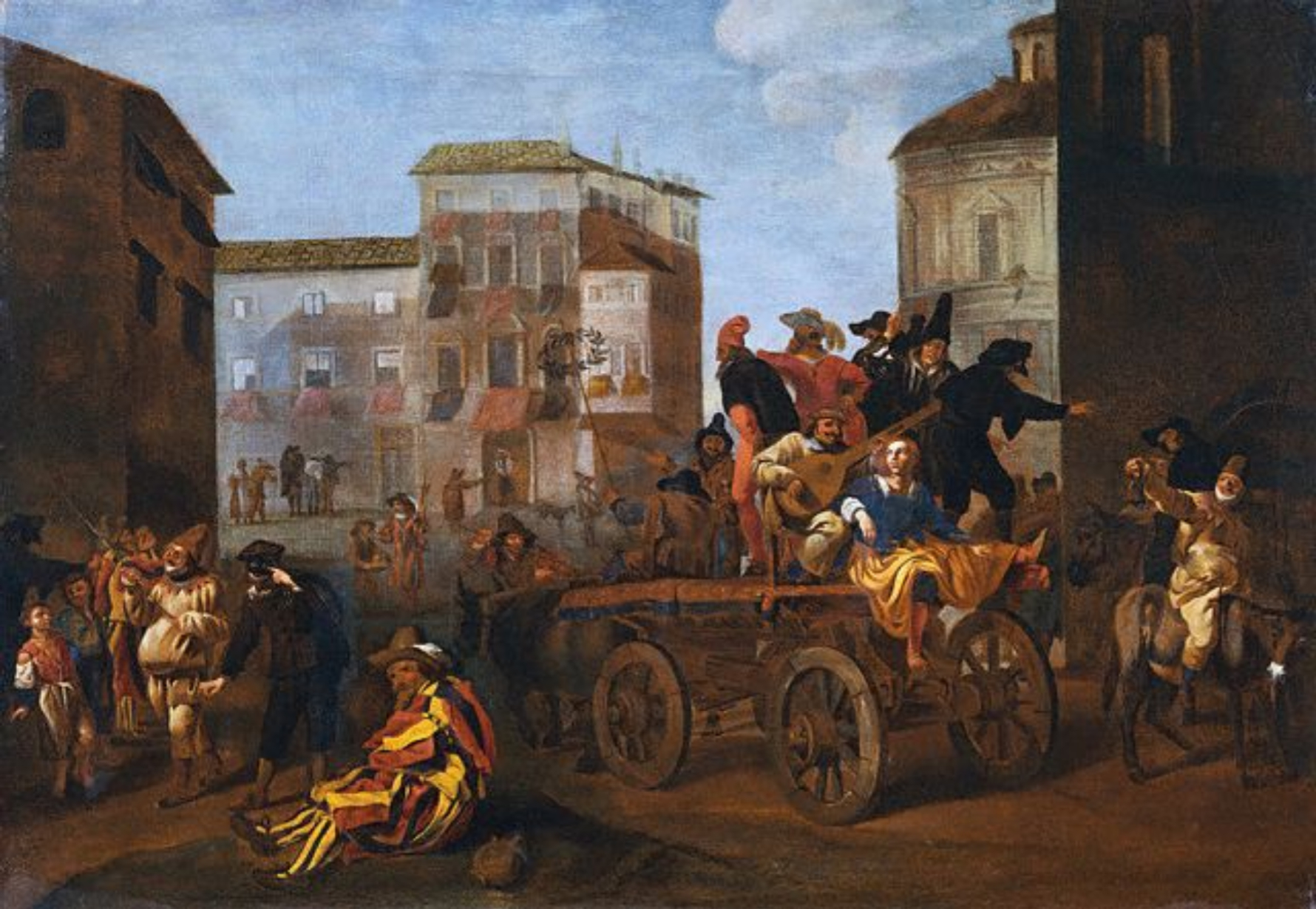
廣場無蓋貨車上的義大利即興喜劇團，由Jan Miel在1640年繪製

義大利即興喜劇（義大利語：Commedia dell'arte）是16世紀在義大利出現的一種戲劇，其特點是戴著面具的角色，16世紀到18世紀在歐洲流行其興起是由於女演員Isabella Andreini，以及以喜剧小品為基礎的即興劇場。義大利即興喜劇中的一個特色是插科打诨，另一個特色是其中滑稽演員會以哑剧的方式呈現。
義大利即興喜劇中有許多的定型角色，例如愚笨的老人、狡猾的僕人、看似充滿勇氣的軍官等。主要角色有僕人、老人、愛人及船長等。